# Bucciali
Bucciali (Буччіалі) — з 1922 року французький виробник автомобілів. Штаб-квартира знаходиться в Курбевуа. У 1932 році компанія припинила виробництво автомобілів.

## Брати Буччіалі
Фірму заснували два брата — Поль-Альбер і Анжело Буччіалі, їх батько, Жозеф Буччіалі, був відомим органістом, так що хлопці з дитинства привчалися до конструкцій складних механізмів, Поль-Альбер навіть побудував два органи. Молодший брат — Поль-Альбер — в 1909 році, у віці 22 років, знайомиться з льотчиком Луї Блеріо, який виконав історичний переліт через Ла-Манш 25 липня 1909 року, до речі, Блеріо буде компаньйоном Вуазена в авіаційному бізнесі.
Поль-Альбер захоплюється авіацією, будує свій літак, отримує ліцензію пілота і виступає по Європі з показовими польотами, при цьому отримуючи непогані гроші за ці шоу.
Під час війни він хоче служити у Французькій армії, але його чомусь недолюблює командування, і відправляють служити всього-лише інструктором, проте в 1916 році його відправляють на східний фронт, де він воює на боці Росії, там він знайомиться з механіком, чехом Йозефом Ксандром. Під час транспортування агітаційних листівок в 1918 році він отримує важке поранення, однак дотягнув до своїх і посадив літак. Отримавши множинні нагороди, в тому числі і від Росії, його відправляють додому, проте він йде служити далі, і тепер бореться в ескадрильї Жоржа Гінемера — «Groupe de Cignones» (тобто «Група Лелек»), там же він отримує кличку Б'юк. Служачи під началом Гінемера, він знайомиться з відомим авіа- і автомобільним конструктором — Марком Біркігтом («Хіспано-Сюіза»).
По закінченні війни Поль-Альбер вирішує зайнятися автомобільними гонками, багато в чому завдяки бесідам з Біркігтом. Він разом з братом будує свій перший автомобіль, мотор — 4-циліндровий від Ballot Type 4J — був встановлений на шасі Bigan, брати встановили на машину гальма всіх коліс, однак автомобіль, який він назвали BUC, не проявив себе на гонках, в яких вони брали участь.

## Заснування компанії
Але невдача не підкосила їх, і вони вирішують продовжити займатися автомобілями, в 1922 році вони відкривають майстерню в Курбевуа (в цьому передмісті Парижа перебувала колись фірма «ДФП»). Працювати механіком Б'юк покликав свого військового приятеля — Йозефа Ксандра.

## Початок виробництва автомобілів. Автомобілі Buc
Вони розробляють свої шасі і ставлять на нього 2-тактний 2-циліндровий мотор 1.3 л розробки Марселя Віолета. Вони заявляють автомобіль на гонки Grand Prix des Voiturettes в Булоні, де Б'юк завойовує 3 місце.
Цей успіх надихнув братів, і вони запускають автомобіль в серію, назвавши його Buc AB1. Мотор на ньому був такий же, як і на прототипі. В квітні 1923 року автомобіль був заявлений в Тур де Франс, де зайняв перше місце на першому етапі гонок у класі до 1500 см3, проте через аварію на наступному етапі довелося зійти з гонки.
На прохання братів Марсель Віолет починає проектувати для них 1.5 л 4-циліндровий двигун з нагнітачем, машину назвали Buc AB2. Поль-Альбер будує новий, більш короткий, кузов для цього автомобіля, але гонки Grand Prix des Voiturettes в Булоні 1923 року показують неефективність цієї машини, брати встановлюють в новий кузов старий і перевірений 2-циліндровий мотор, що дозволило їм завойовувати призові місця в класі автомобілів масою до 500 кг. Тоді ж брати проектують нові шасі АВ5, але порахувавши, що виробництво цієї моделі стане «в копієчку», відмовляються від неї.
Замість неї в 1925 році в серію йде модель AB 4/5, якій судилося стати наймасовішою моделлю фірми. За деякими даними, було вироблено близько 100 автомобілів цієї моделі, сам Поль-Альбер в 1975 році написав у мемуарах про 120 машин. Хто його знає, як було насправді.
Цей автомобіль комплектувався 1.6 л 4-циліндровим мотором потужністю 42 к.с. від італійської фірми SCAP, який дозволяв розганятися легкій машинці до 100 км/год, що на той час дуже навіть непоганий показник. Автомобіль комплектувався різними кузовами: седан, родстер і кабріолет, які, до речі, брати виготовляли самі.
На шасі цієї моделі брати будують спортивний автомобіль АВ 4E Speciale з 1.5 л мотором фірми ICEM, на який встановлений компресор Cozette, моторчик видавав 70 сил. Всього побудували 3 таких машини, але не дивлячись на те, що цей малюк розвиває 150 км/год, він занадто важкий для конкурентної боротьби на гонках.
Тоді вони звертаються до конструктора Неморена Косана з проханням побудувати новий мотор, той виготовляє їм 6-циліндровий 1.5 л мотор з двома карбюраторами, модель назвали АВ6, машина з кузовом торпедо — «Тип 16» розвивала до 170 км/год.
Один із трьох побудованих автомобілів виграв гонки в Сан-Себастьян 1927 року.
Після свого візиту в США, в 1926 році, брати сідають за круглий стіл, і вирішують, який шлях розвитку ім вибрати: або вони займаються розробкою конструкцій, реорганізувавши фірму в конструкторське бюро, або будують щось надзвичайне і продають це, бо сім'я не може далі спонсорувати цей бізнес. Треба сказати, що фірма всі ці роки трималася на плаву завдяки доходам від акцій, які колись купив Поль-Альбер, і завдяки фінансовій підтримці з боку дружини Поль-Альбера. Тоді брати вирішують виробляти передньопривідні автомобілі, які вони бачили в США, там вони побачили гоночні передньопривідні автомобілі Гаррі Міллера — «Miller Special», які «рвали» всіх з 1924 року.

## Автомобілі Bucciali
Виготовивши за весь час 113 автомобілів марки Buc, вони залишають назву фірми в минулому і перейменовують фірму в Bucciali Freres.
І на автовиставці 1926 року в Парижі був представлений перший автомобіль Bucciali TAV1. «ТАВ» було скорочення від Traction Avant, тобто передній привід, автомобіль могли оснащувати 4-циліндровими 1.7 л або 8-циліндровими двигунами, об'ємом 2.4 л все тієї ж італійської фірми SCAP. Цей витягнутий низький автомобіль з кузовом купе роботи Оденьє був забарвлений у фіолетовий колір, а сама машина була побудована за типом автомобілів Міллера, тобто коробка передач і диференціал перед двигуном, але прототип не був на ходу. І незважаючи на бурхливий інтерес публіки, на цей прототип обрушується шквал критики з боку автомобільних журналістів, так що залишаються непоміченими такі інновації, як електромагнітні передні гальма, механічний підсилювач задніх гальм і незалежна передня підвіска.
Брати беруть паузу. І тоді до них приходить на виручку Сенсо де Ляво, визнаний майстер по частині переднього приводу. Наступний автомобіль показують в 1927 році, це був вже був автомобіль, який міг пересуватися своїм ходом, його назвали TAV2. Він оснащувався все тим же 70-сильним 1.7 л мотором SCAP. Через рік на цей кузов встановили 6-циліндровий двигун 2.4 л фірми «Континенталь», назвавши TAV6. За 2 роки вдалося продати всього 3 автомобілі «ТАВ6».

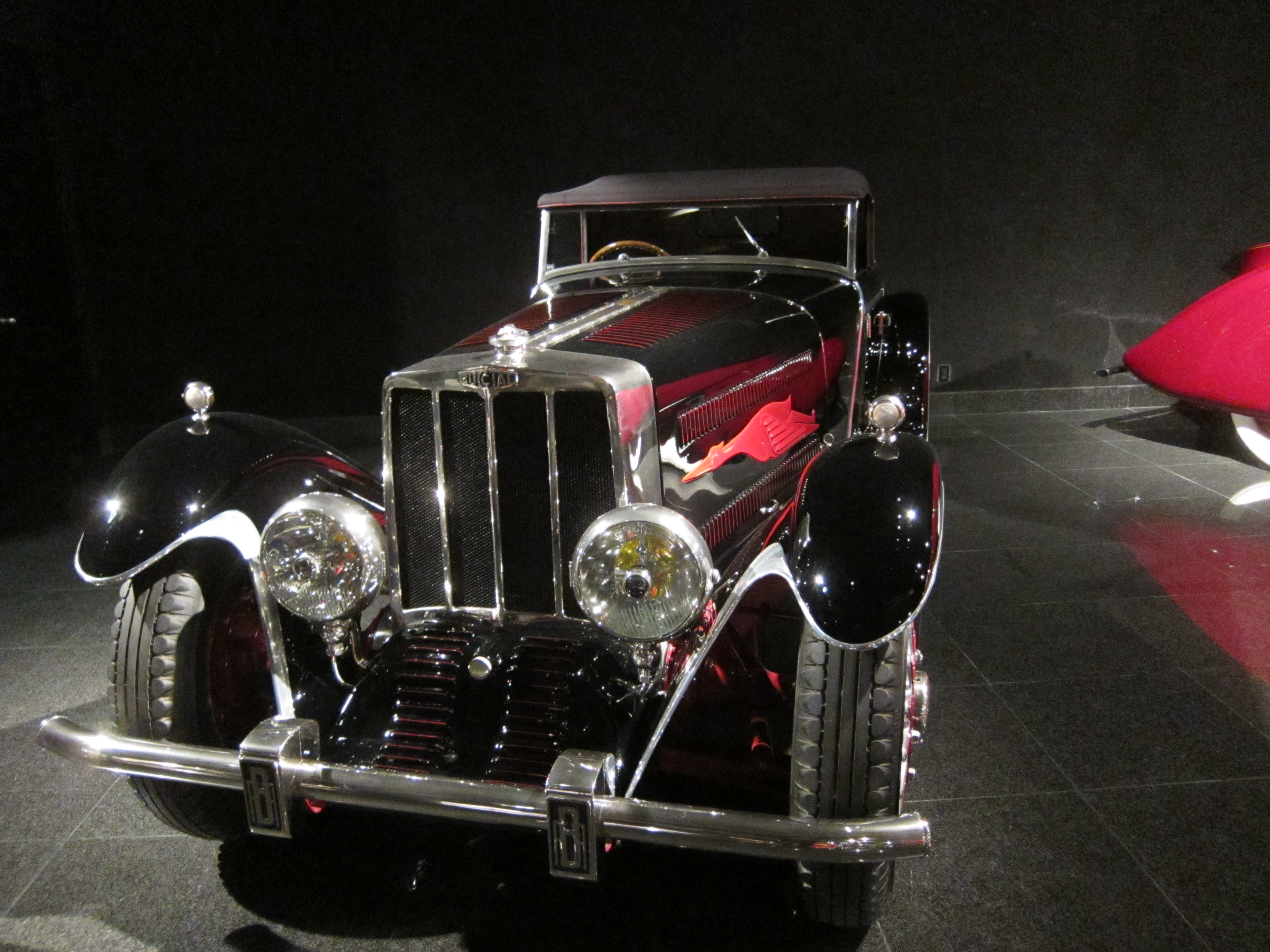
Bucciali TAV8 La Marie

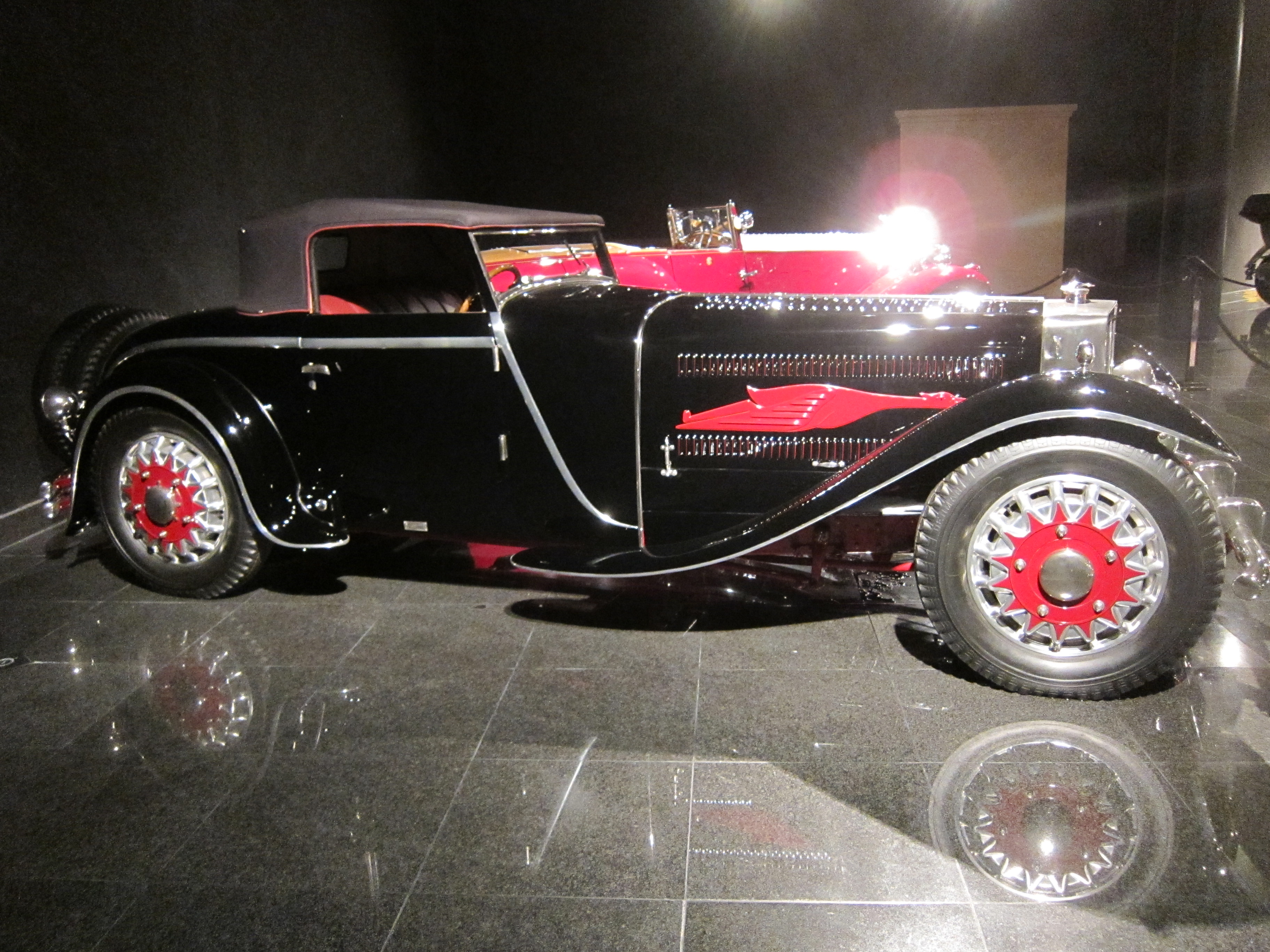
Bucciali TAV8 La Marie

Однак влітку 1929 року розпочалося будівництво шасі для 4-ї моделі братів, TAV8, або, як вони її називали, La Marie. Між тим брати все не могли вирішити, який мотор встановити на свій автомобіль більш високого класу, який, до речі, планувалося продавати і в США. Вибирали між компресорним двигуном фірми «Мерседес-Бенц», і американським «Лайкомін» об'ємом 4.4 л. В підсумку вибрали американський мотор, і на виставці показали автомобіль з кузовом ексклюзивного кузовщика Лабурде (Labourdette). Саме на цьому автомобілі з'явився знаменитий лелека з боків капота, в данину пам'яті ескадрильї Геніме.
Однак Поль-Альбер готує автомобіль для показу в США, і взимку 1929 року автомобіль прибуває до Америки, але вже з іншим кузовом, типу торпедо.
Продавати машини викликається Колдвелл Джонстон, за умови, що машини будуть називатися Johnston-Bucciali. Між тим до новинки проявили інтерес і більш великі виробники, фірма Peerless проявила дуже серйозний інтерес до автомобіля, і почалися переговори про виробництво цих автомобілів в США, однак обвал на Уолл Стріт привів до закриття фірми «Пірлесс», так що надії про масовий випуск ТАВ8 залишилися невиконаними.

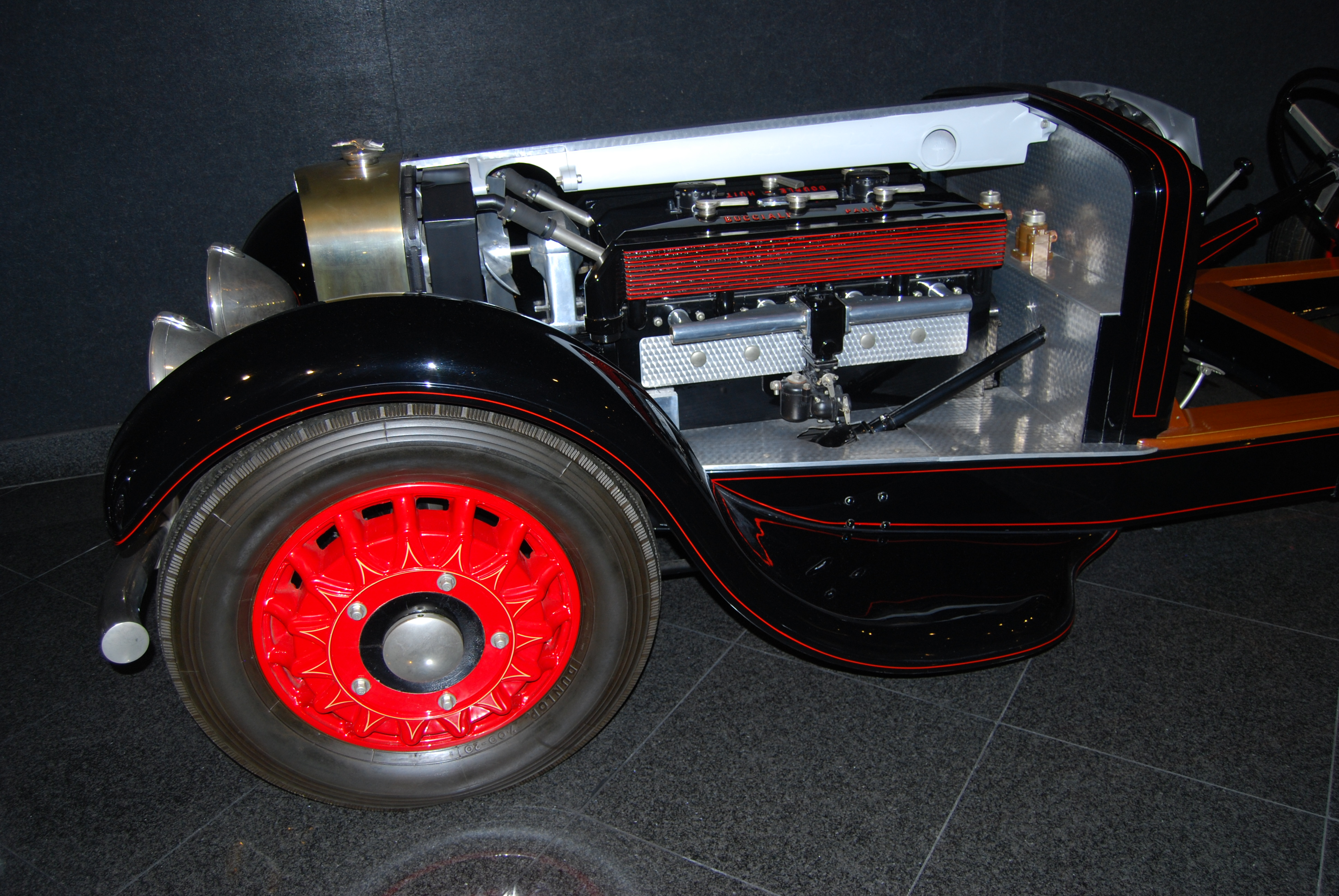
Макет шасі Bucciali TAV16

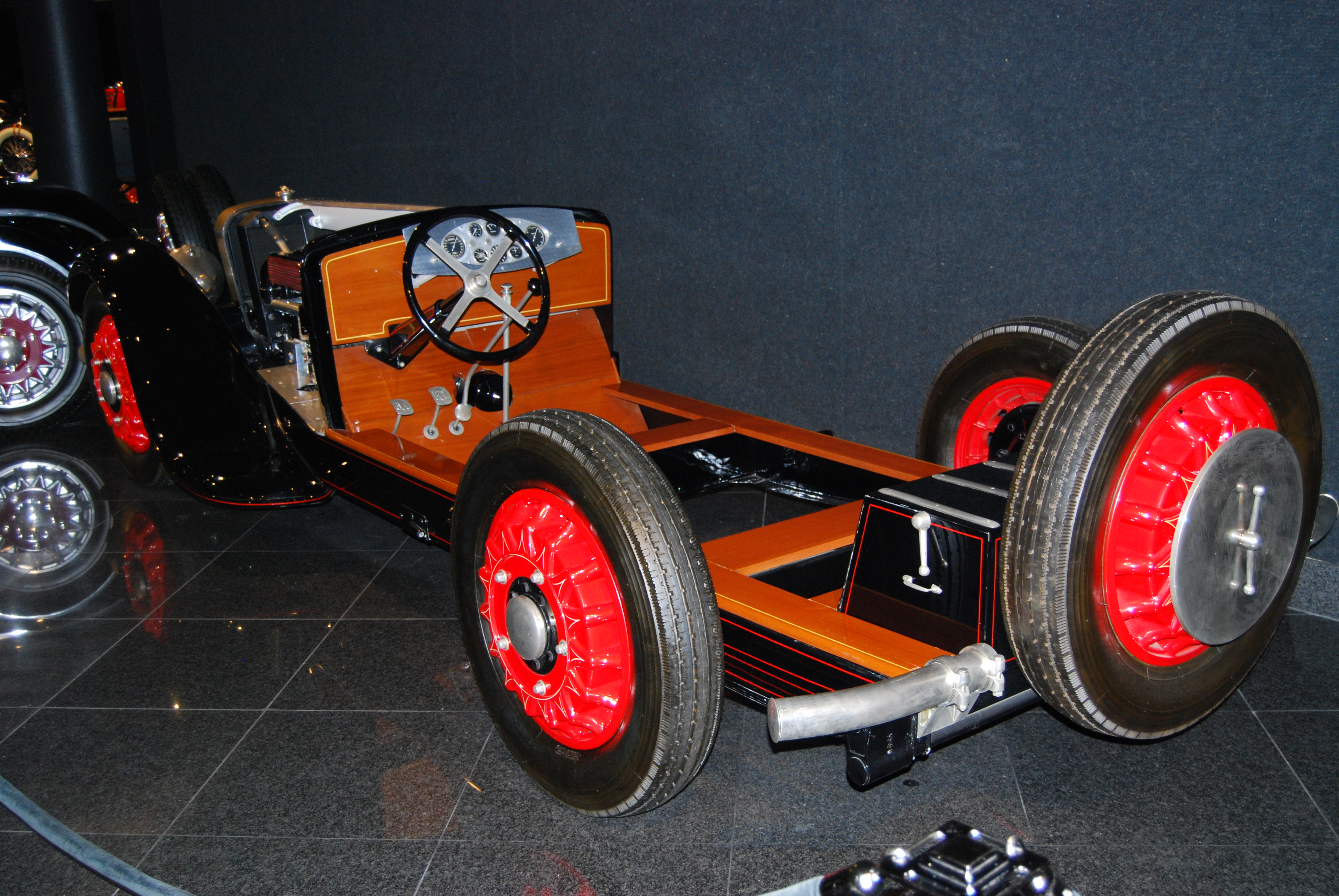
Макет шасі Bucciali TAV16

Між тим, ще до банкрутства «Пірлесс» та підписання угод фірма «Буччіалі» показує на виставці 1930 року прототип з 16-циліндровим мотором, в проспекті вказувалося, що мотор зроблений з 2-х рядних 8-ок фірми «Континентал», але насправді це був макет. Машина носила назву Double Huit, тобто подвійна вісімка. В 1970-ті був виявлений такий автомобіль, і коли його почали реставрувати, то виявилося, що начинки в моторі немає, замість цього там французькі журнали початку 1930 року. Але між тим, не варто звинувачувати в містифікації фірму, бо у «Пірлесс» саме був у виробничій програмі V16, його і планували встановлювати, але банкрутство «Пірлесс» не дозволило цього зробити.
Між тим Б'юк Буччіалі в мемуарах пише про три автомобілі «ТАВ16», і до того ж про 24-годинні випробування 16-циліндрового мотора, чому історики не вірять, бо сліди решти 2-х машин взагалі не простежити, а той автомобіль, що мався в наявності, замість механічної начинки мав паперову начинку.

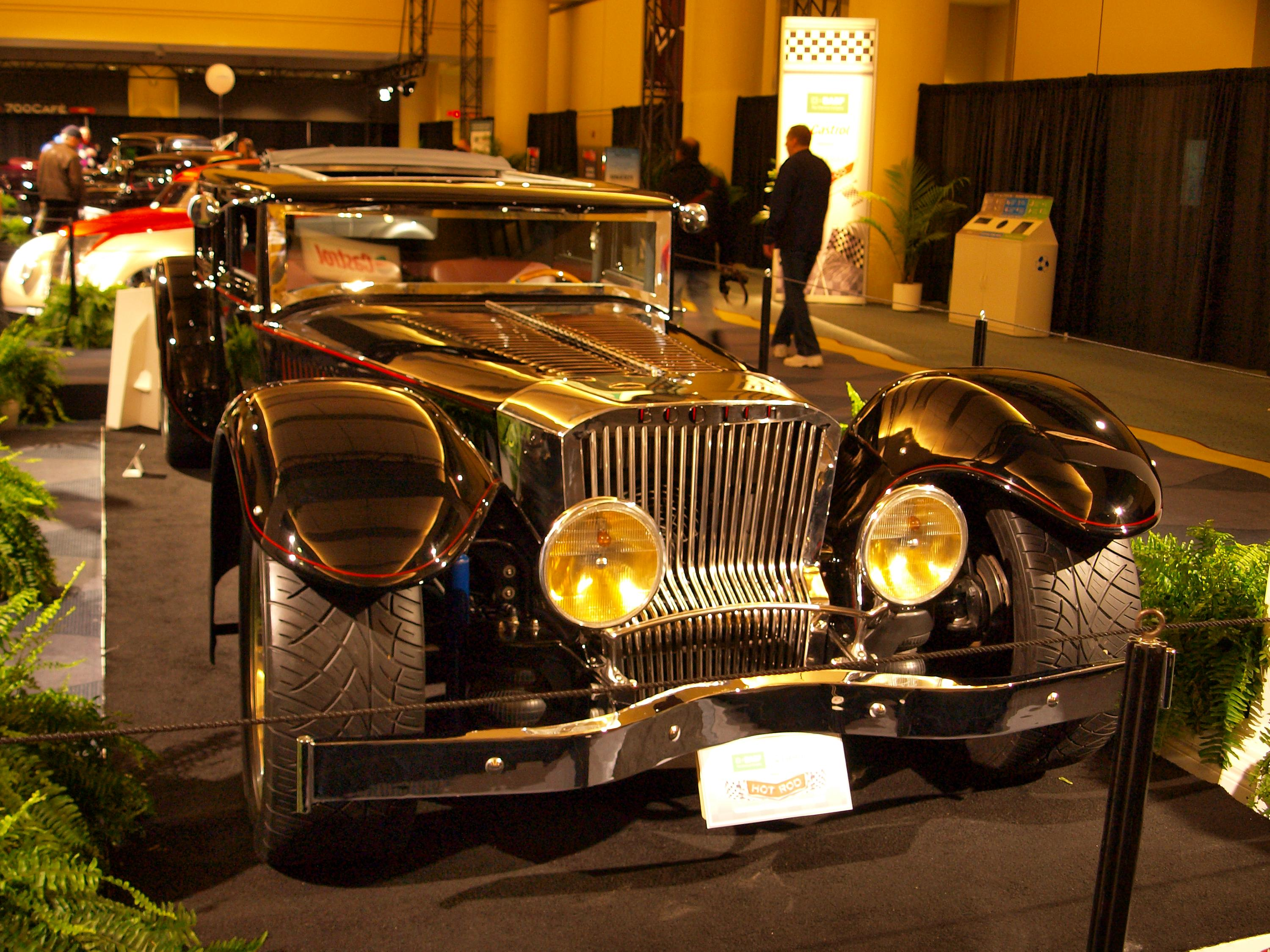
Bucciali TAV30

Між тим брати готують нові шасі, на які хочуть встановити нарешті мотор «Мерседес», машина отримує індекс TAV30, але знову не складається з «Мерседесом», і на машину ставлять мотор від «Лайкомін» об'ємом 5,2 л, всього було виготовлено 4 таких машини, з яких до наших днів дійшли 2.
А також в 1970-х була побудована зовнішня копія кабріолета Савчика, тільки з начинкою від «Шевроле».

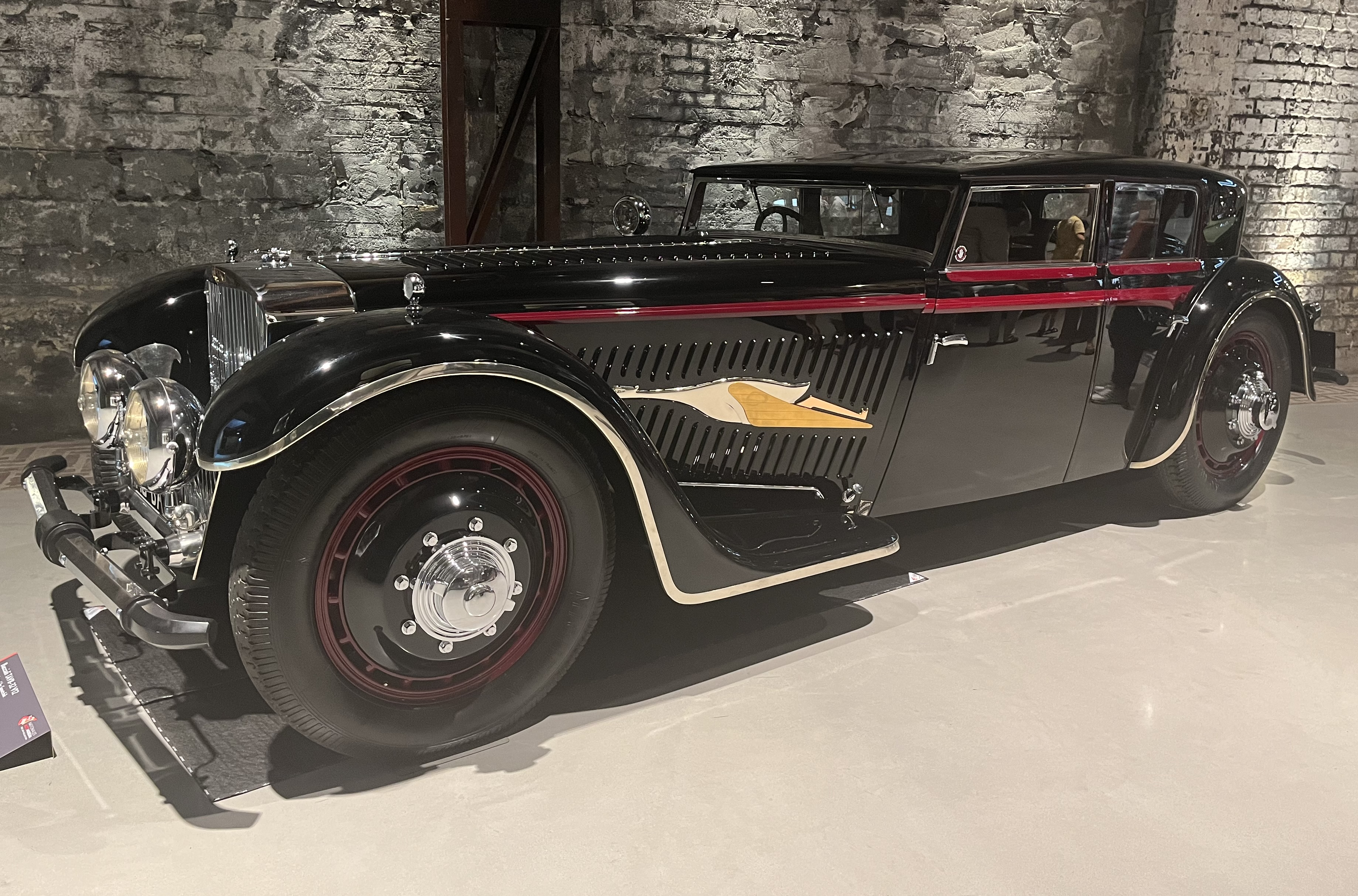
Bucciali TAV12

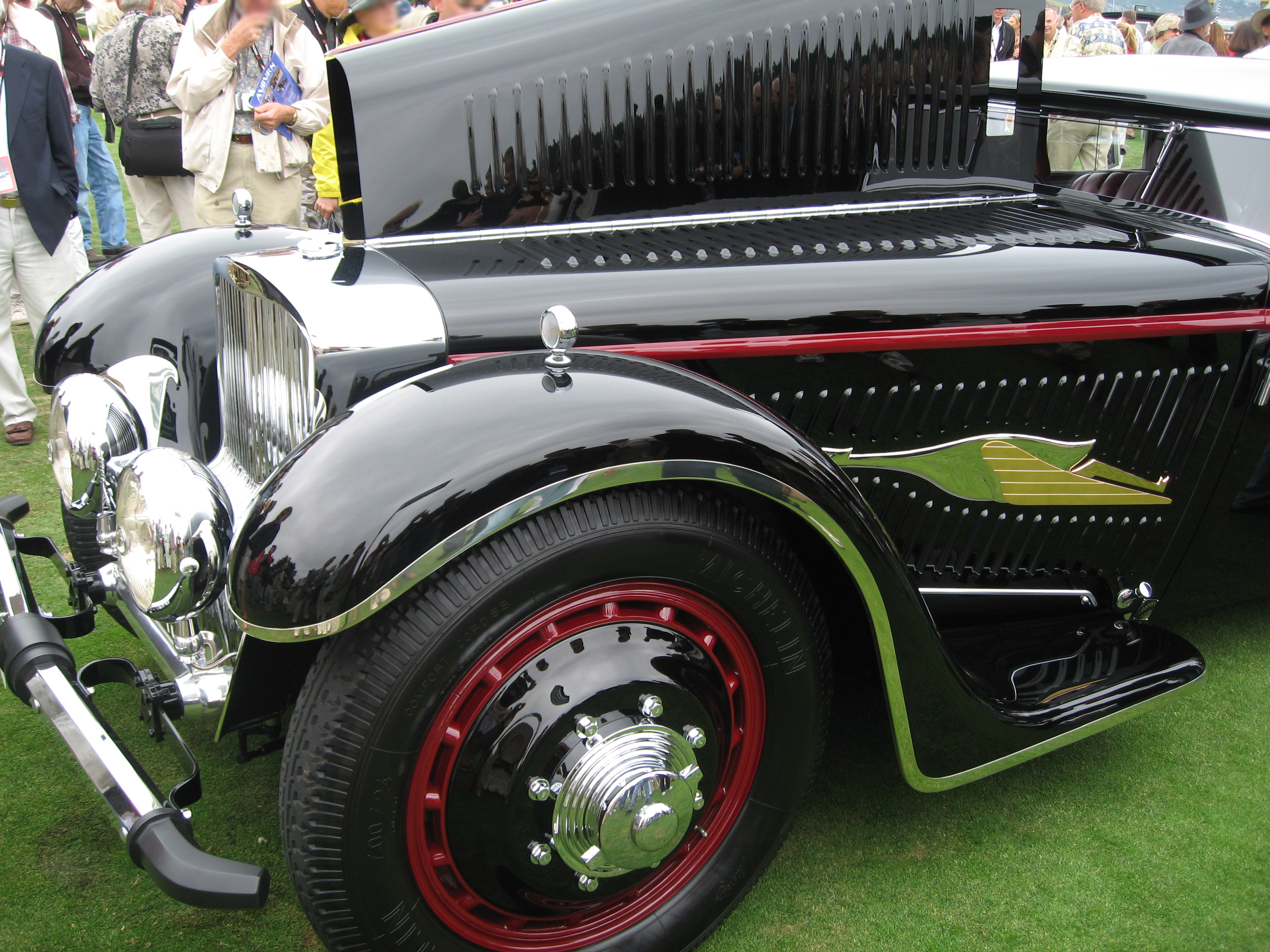
Bucciali TAV12

Проте братів не покидають думки про підкорення Америки, і 8-циліндрові мотори занадто малі для амбітних братів, «Вуазен» надає для них 3 двигуни V12. Так з'являється модель TAV12, який відомий також як TAV8-32.
Це був, по суті, «ТАВ16», на який встановили 12-циліндровий мотор. Проте цьому автомобілю було судилося стати останнім серійним автомобілем марки Bucciali.

## Припинення виробництва автомобілів. Закриття компанії
Фірма припинила виробництво автомобілів в 1932 році, випустивши 38 автомобілів серії TAV. Але Поль-Альбер продовжив конструювати автомобілі, так в 1934 році він побудував повнопривідний 8-циліндровий з наддувом автомобіль з кузовом фастбек, але прототип нікого не зацікавив. В 1936 році він сконструював 8-колісний броньовик, на який встановив 8-циліндровий мотор «Мерседес», але і він не зацікавив військове відомство.
Після війни, в 1946 році, помирає старший брат — Анжело, який був фактично господарем фірми, тому Поль-Альберу доводиться відстоювати свої права на фірму та патенти, які їй належать, в тому ж році уряд наймає його на роботу в фірму «Коталь», де він розробляє автоматичну коробку передач Transismatique.
Сам Поль-Альбер «Б'юк» Буччіалі доживе до 92-х років, допомагаючи кожен раз при реставрації автомобілів, які будуть знаходити ентузіасти і колекціонери, в 1975 році він дав обширне інтерв'ю.

## Список автомобілів Bucciali
- 1922 — Buc AB1
- 1923 — Buc AB2
- 1925 — Buc AB 4/5
  - Buc AB 4E Spéciale
  - Buc AB6
- 1926 — Bucciali TAV1
- 1927 — Bucciali TAV2
- 1928 — Bucciali TAV6
- 1929 — Bucciali TAV8 La Marie
- 1930 — Bucciali TAV 30
- 1931 — Bucciali TAV12